# 액정 프로젝터

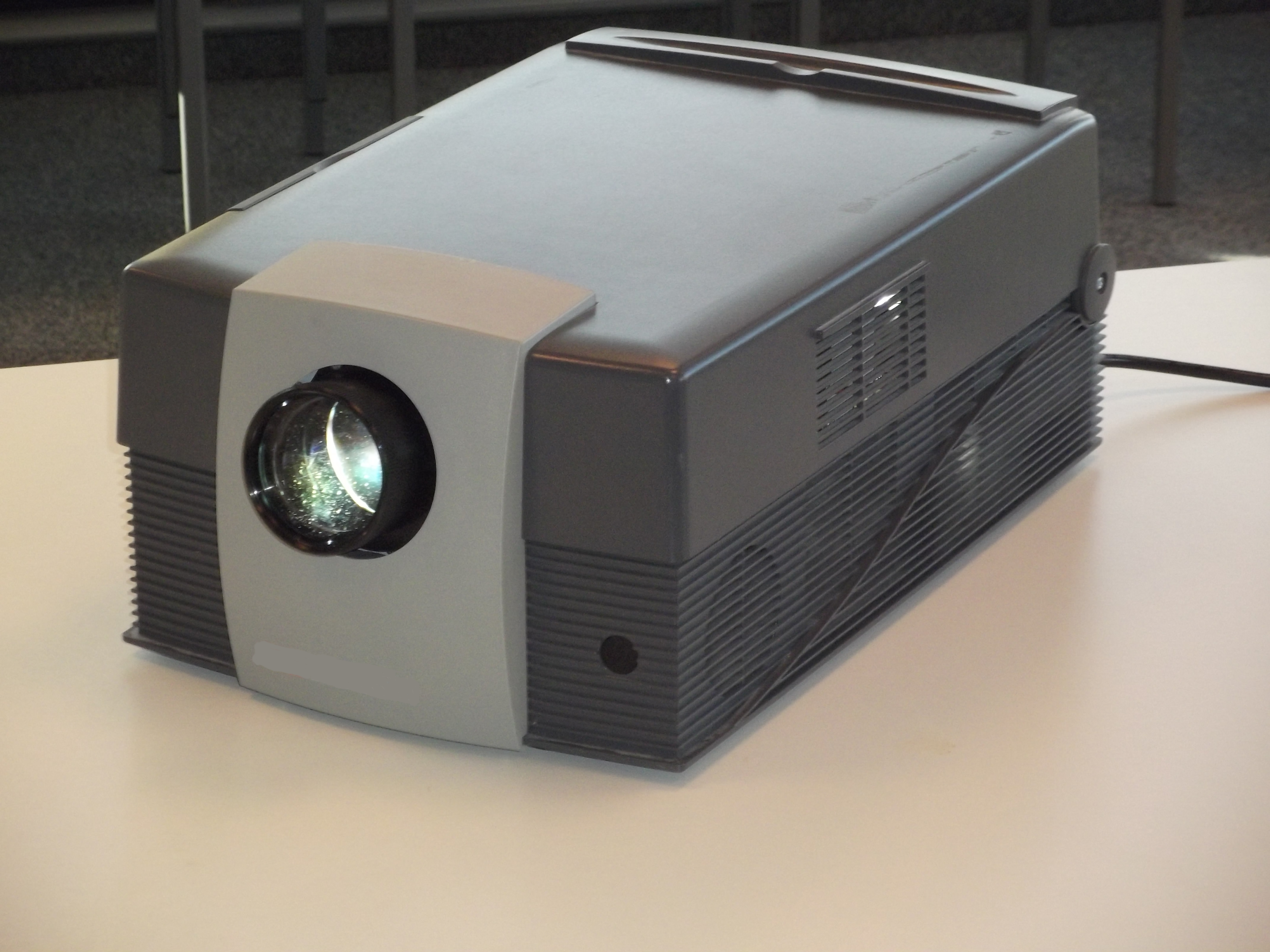
Liesegang LCD 프로젝터

액정 프로젝터(LCD 프로젝터)는 비디오, 그림, 컴퓨터 데이터를 어느 화면 또는 평평한 화면 위에 표시하기 위한 영상 프로젝터의 하나이다. 현대에는 슬라이드 영사기 또는 오버헤드 프로젝터의 현대판이라고 생각하면 된다.

## 개요
일반적인 액정(LCD) 프로젝터에서는 3 장의 LCD 패널(영상 신호의 빨강, 초록, 파랑의 각 성분 마다 한 장씩)에 금속 할로겐 램프 (Metal halide lamp)의 빛을 통해 영상을 표시한다. 편광시킨 빛이 패널을 통과하고, 화소마다 빛의 투과 여부를 제어하여, 다채로운 빛깔을 투영할 수 있다.
금속 할로겐 램프가 쓰이는 까닭은 색 온도가 이상적이고 색 너비이 넓기 때문이다. 또, 크기에 비해 빛의 양이 크기 때문이다. 현재의 프로젝터들은 평균 약 2,000 ~ 15,000의 ANSI 루멘을 지원한다.
영상을 프로젝션 스크린으로 영사하는 데에 있어서, DLP나 LCOS와 같은 보다 새로운 기술이 유행하고 있다. 그러나 실제로는 어떠한 기술이 쓰인다 해도, 통틀어 "액정 프로젝터"라고 불리는 일이 많다.

## 투영 표면
금속 할로겐 램프가 소형인 것과 투영하는 평면을 고르지 않는 등의 까닭에, 다른 영사 시스템보다 소형이고 운반하는 데에 적절하다는 경향이 있다. 그러나 양호한 화질을 얻을 수 있는 것은 흰색 또는 회색이 표면에 투영되면 알 수 있기 때문에, 전용 스크린이 쓰이는 경우가 많다.
프로젝터의 품질이나 투영 표면은 투영한 영상이 어떠한 색으로 인식되는지에 따라 평가된다. 자연스러운 색조에 최적인 것은 하얀 표면이기 때문에, 많은 기업이나 학교에서는 일반적으로 흰 투영 표면이 쓰이고 있다.
그러나 영상 안에서 가장 검은 부분의 재현은 검정 수준에 따라 정해지기 위해, 대비를 높게 얻을 수 있는 회색의 스크린이 일부에서는 선호되고 있다. 그 대상으로 검은 배경에서는 색조가 뒤떨어지게 된다. 프로젝터의 설정으로 색을 조정할 수 있는 경우도 있지만, 흰 배경을 사용했을 경우와 동일한 정도로 엄밀하게 조정하지는 못한다.

## 역사
초기의 LCD 시스템은 기존의 오버헤드 프로젝터와 함께 쓰이고 있었다. 이 시스템에서는 스스로 광원을 가지지 않고, OHP 시트 대신에 큰 "플레이트"를 프로젝터에 싣는 것이었다. 이것은 컴퓨터가 표시 장치로 그만큼 보급되어 있지 않았던 당시 일시적인 물건이지만 액정 프로젝터가 주류가 되기 전의 시장을 형성하고 있었다.
이 기술은 비용에 유리하다고 판단되는 중간 정도 크기(대각선으로 40 ~ 50 인치)의 뒷면을 확대하는 영상 장치가 이용되고 있다. 그러나 홈 시어터 시장에서는 작은 사이즈의 직시형 LCD 패널이나 큰 사이즈의 DLP 프로젝터라는 분야에서 비용, 성능 개선이 기대되기 때문에, 수명은 그다지 길지 않을 것이라고 생각되고 있다. 대화면 텔레비전에 이 LCD 시스템을 사용하는 경우 다른 장점으로는 60인치의 텔레비전보다 화질이 좋은 것이다. 그러나 현재 액정 프로젝터와 같은 계열의 LG 100인치 액정 텔레비전은 원형(프로토타입) 단계이지만 프로젝터 크기에 크게 가까워지고 있다. 일반적인 경험의 규칙에서 보면 액정이 커지면 화질이 나빠진다. 이것을 막으려면, 액정 파넬을 작게 하고 화질을 떨어뜨리는 일 없이(대비는 나빠지겠지만) 렌즈로 확대해 프로젝션 스크린에 투영하는 것이다.
2004년과 2005년에는, 다이나믹 아이리스(dynamic iris)가 추가됨에 따라 대비가 DLP 수준까지 개선된 프론트 프로젝션 방식의 액정 프로젝터가 등장했다.
저만의 DIY 프로젝터를 자작하는 애호가들은 LCD 프로젝터의 기본 설계를 자주 응용한다. 기본적인 기술로 높은 CRI의 HID 램프와 안정기를 콘덴서 렌즈나 컬렉터 렌즈와 조합하고, LCD는 일반 컴퓨터 디스플레이에서 떼어내어 사용한다.

## 같이 보기
- CRT 프로젝터
- 프로젝터
- DLP 프로젝터